# ماجرای لکه دوم
«ماجرای لکه دوم» (The Adventure of the Second Stain)، یکی از ۵۶ داستان کوتاه شرلوک هولمز نوشته سر آرتور کانن دویل، یکی از ۱۳ داستان است که در مجموعه‌ای با عنوان بازگشت شرلوک هلمز (۱۹۰۵) گردآوری شده و تنها پروندهٔ ثبت نشده‌ای است که به صورت مجهول به واتسون برای نوشتن داده شده است. این پرونده اولین بار در دسامبر ۱۹۰۴ در مجله استرندِ انگلستان منتشر شد و همچنین در کولیرز در ایالات متحده در ۲۸ ژانویه ۱۹۰۵ منتشر شد. دویل «ماجراجویی لکه دوم» را در رتبه هشتم از لیست دوازده گانهٔ داستانهای مورد علاقه خود از شرلوک هولمز قرار داد.

## خلاصه

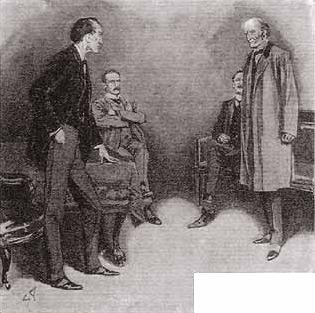
نخست‌وزیر و وزیر امور خارجه در امور مربوط به اروپا، با هولمز مشورت می‌کنند، نقاشیه ۱۹۰۴ توسط سیدنی پجت

لرد بلینگر، نخست‌وزیر و ترلاونی هوپ، وزیر امور خارجه در امور اروپا، به نزد هولمز می‌آیند تا در مورد سندی که از جعبه مدارک و اسناد هوپ به سرقت رفته‌است صحبت کنند. جعبه‌ای که وقتی در محل کارش نبود، در خانه‌اش در تریس وایتهال نگهداری می‌کرد. اگر این سند افشاء شود، می‌تواند عواقب بسیار ناگواری را برای کل اروپا به بار آورد و حتی به جنگ بینجامد. آنها در ابتدا اجتناب داشتند از اینکه ماهیت دقیق محتویات سند را به هولمز اعلام کنند، اما وقتی هولمز از پذیرفتن پرونده آنها امتناع ورزید، به او می‌گویند که این نامه نسبتاً بی‌خردانه‌ای از یک فرد قدرتمند خارجی بوده‌است. عصر یک روز، وقتی همسر هوپ به مدت چهار ساعت در تئاتر بود از جعبه اعزام ناپدید شد. هیچ‌کس از وجود این سند در خانه مطلع نبود، حتی همسر وزیر. هیچ‌یک از خدمتکاران نمی‌توانست حدس بزند که چه چیزی در جعبه است.

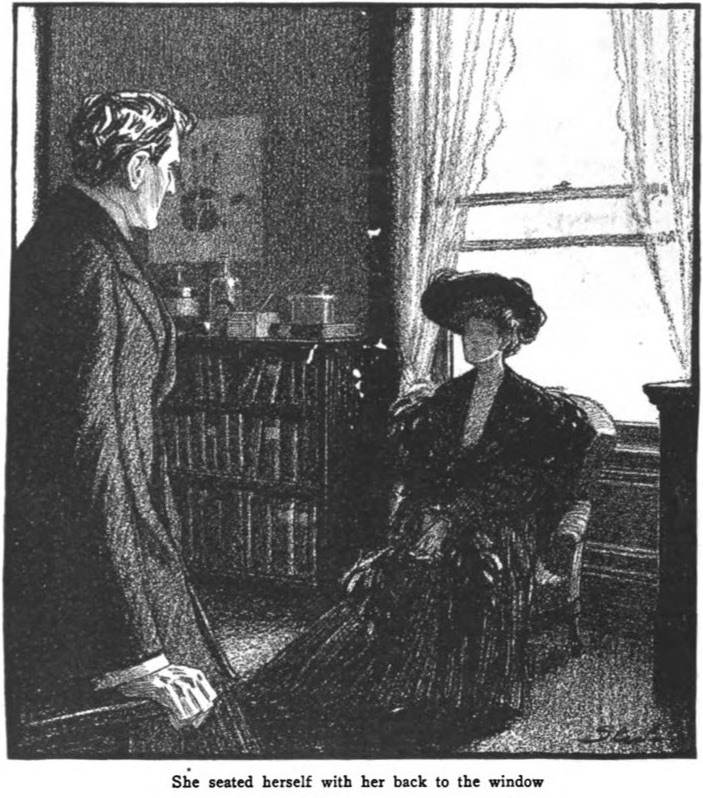
لیدی هیلدا ترلاونی هوپ با هولمز دیدار کرد، نقاشی ۱۹۰۵ میلادی، اثر فردریک دور استیل در کولیرز

هولمز تصمیم می‌گیرد با برخی از جاسوسانی که می‌شناخت شروع کند و سپس از شنیدن این خبر از سوی دکتر واتسون متعجب شد: یکی از افرادی که از او به ادواردو لوکاس نام می‌برد به قتل رسیده‌است. قبل از اینکه هولمز فرصت عمل پیدا کند، لیدی هیلدا ترلاونی هوپ، همسر وزیر اروپایی به‌طور غیرمنتظره به خیابان بیکر شماره 221B می‌رسد. او با اصرار از هلمز در مورد محتویات سند به سرقت رفته می‌پرسد، اما تنها چیزی که هولمز افشاء می‌کند این است که اگر سند مورد نظر پیدا نشود، عواقب تأسف آوری به وجود خواهد آمد. همچنین، لیدی هیلدا آقای هولمز را التماس می‌کند که از دیدار وی به شوهرش چیزی نگوید. شکار هولمز برای یافتن جاسوس خوب پیش نمی‌رود. پلیس فرانسه، چهار روز پس از قتل، متهم احتمالی را بازداشت می‌کند. این متهم زنی است که لوکاس در پاریس تحت یک نام مستعار با او ازدواج کرده‌است. او شب جنایت در نزدیکی خانه لوکاس در لندن دیده شده‌است، اما اکنون به دلیل دیوانگی قادر به شهادت دادن نیست.
بازرس لسترید هولمز را به محل قتل فرا می‌خواند تا مورد عجیبی را بررسی کند. خون لوکاس روی گلیمِ کف اتاق ریخته شده بود و لکه از قالی نیز رد شده بود اما به طرز عجیبی هیچ لکهٔ خونی زیر قالی و بر روی زمین وجود ندارد. با این حال، زیر لبهٔ سمتِ مخالف گلیم، لکهٔ خون دیده می‌شود. فقط یک معنی می‌تواند داشته باشد، و آن هم این است که پاسبان صحنه جنایت به اندازه‌ای احمق بوده که اجازه داده کسی داخل اتاق شده و آن‌ها را تنها گذاشته باشد تا وسایلی همچون فرش را جابه‌جا کنند. هولمز به لسترید می‌گوید که پاسبان را به اتاق پشتی برده و اقرار بگیرد، که او نیز این کار را با دقت و سختگیری انجام می‌دهد. در همین حین هولمز فرش را که به جایی وصل بسته نشده بود را به کنار می‌کشد و به سرعت مخفیگاهی را در کف زمین پیدا می‌کند، اما آنجا خالی است. پاسبان متخلف به هولمز می‌گوید که بازدیدکننده غیرمجاز یک زن جوان بوده‌است. ظاهراً این زن با دیدن خون بیهوش شده بود، اما در حالی که پاسبان برای به هوش آوردن او بیرون رفته بود تا کمی برندی آورد، آنجا را ترک کرده بود. وقتی هولمز داشت از خانه لوکاس خارج می‌شد، لوکاس عکسی را به پاسبان نشان می‌دهد و پاسبان نیز آن شخص را به عنوان بازدید کننده شناسایی می‌کند.

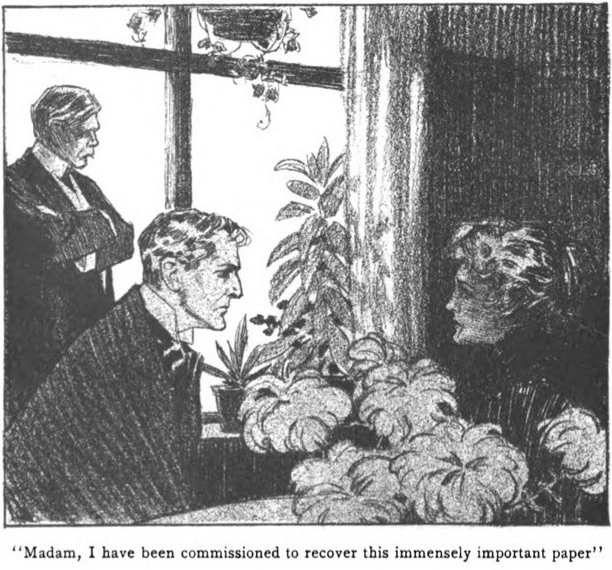
مواجهه هولمز با لیدی هیلدا، نقاشی ۱۹۰۵ میلادی از فردریک دور استیل

هولمز به سوی ساکنین خانه هوپ رفته، با لیدی هیلدا مواجه شده و او را به سرقت متهم می‌کند. در ابتدا او همه چیز را انکار می‌کند، اما او را با تهدید به یک رسوایی خاص، مجبور می‌کنند که به اشتباه خود اعتراف کند. لیدی هیلدا اعتراف می‌کند که لوکاس از او به وسیلهٔ نامه‌ای مصالحه آمیز که سالها قبل نوشته بود، باج می‌گرفت و محتویات صندوق مدارک شوهرش را عوض آن می‌طلبید (قبلاً یک جاسوس ناشناس در دفتر شوهرش، لوکاس را از این سند مطلع کرده بود). لیدی هیلدا برای انجام تجارت به خانه لوکاس رفت، وقتی که همسرش از پاریس برگشت و خودش را نشان داد، فکر کرد که لیدی هیلدا معشوقه‌ی لوکاس است. لیدی هیلدا با عجله آنجا را ترک نمود. با این حال، پس از ملاقاتش با هولمز برای آوردن سند مسروقه برگشت، چرا که هولمز او را متقاعد کرده بود که انجام این کار ضروری است. او سند را به هولمز می‌دهد. به پیشنهاد هولمز، سند با استفاده از کلید زاپاس لیدی هیلدا، بر می‌گردد به صندوق اسناد.
وقتی هوپ با نخست‌وزیر به خانه بر می‌گردند، هولمز وانمود می‌کند که شواهد او را متقاعد کرده که سند هنوز باید در جعبه باشد. سند سریعاً پیدا شد و هوپ خوشحال می‌شود که این ماجرا فقط یک اشتباه بوده‌است. بدین ترتیب، سند گم شده بدون افشای سهم لیدی هیلدا و افشاء شدن رازش برگردانده می‌شود، هرچند به قیمتِ کمی احمق جلوه داده شدن شوهرش. ولی به هر حال نخست‌وزیر احمق نیست. او می‌تواند پشت صحنهٔ ماجرا را ببیند، اما هولمز پاسخ می‌دهد: «ما نیز اسرار دیپلماتیک خودمان را داریم.»

## پیشینه
این پرونده اولین بار در «ماجرای معاهدهٔ نیروی دریایی» ذکر شد. واتسون در «معاهده نیروی دریایی» می‌گوید که این پرونده «دارای اهمیت زیادی است و بسیاری از اولین خانواده‌های پادشاهی را نیز درگیر خود می‌کند، لذا برای سالهای زیادی امکان عمومی کردنش وجود ندارد.» از طرف دیگر، واتسون در آنجا هم اشاره می‌کند: «مسیو دوبوک از پلیس پاریس و فریتز فون والدباوم، متخصص مشهور دانتسیگ، که هر دو انرژی خود را صرف مسائلی کردند که بعد بیهوده بودنشان اثبات شد» که در نسخه منتشر شده داستان ظاهر نمی‌شود. در کتاب هلومز عزیزم، که بیوگرافی هولمز است و توسط گاوین برند نوشته شده، فرضیهٔ برند این است که ذکر آنها نشانگر وجود احتمالی دومین ماجرا در مورد «لکهٔ دوم» است.
برخی از پژوهشگران حدس زده‌اند که «فرد قدرتمند خارجی» که نامهٔ مفقوده را نوشته، کیسر ولهلم II از آلمان است که روابط خارجی‌اش در بریتانیا مناقشه انگیز بوده‌است.

## تاریخچهٔ چاپ
«ماجرای لکه دوم» اولین بار در بریتانیا در مجله استرند در دسامبر ۱۹۰۴ و در ایالات متحده در کولیرز در ۲۸ ژانویه ۱۹۰۵ منتشر شد. این داستان با هشت تصویر توسط سیدنی پاژه در استرند و با شش تصویر توسط فردریک دور استیل در کولیرز منتشر شد. این مجموعه در مجموعه داستان‌های کوتاه بازگشت شرلوک هلمز گنجانده شد، که در ایالات متحده در فوریه ۱۹۰۵ و در انگلستان در مارس ۱۹۰۵ منتشر شد. این داستان با هشت نقاشی از سیدنی پجت در مجله استرند و با شش نقاشی از فردریک دور استیل در کولیرز چاپ شد. این داستان در مجموعه داستان‌های کوتاه بازگشت شرلوک هلمز که در فوریهٔ تاریخ ۱۹۰۵ میلادی در ایالات متحده و در مارس ۱۹۰۵ میلادی در بریتانیا منتشر شد.